# 문준호
문준호(文竣湖, 1993년 7월 12일~)는 대한민국의 축구 선수로 현재 창원시청 축구단에서 공격수로 활동 중이다.

## 구단 경력
2016시즌을 앞두고 문준호는 K리그1의 수원 삼성 블루윙즈에 입단했다.
2018시즌을 앞두고 K리그2의 FC 안양으로 임대되었다. 2018년 5월 28일 열린 서울 이랜드 FC와의 경기에서 안양 입단 후 첫 골을 기록했다.
2019시즌을 앞두고 K3리그의 화성 FC로 이적했다. 2019년 9월 18일 친정팀인 수원 삼성 블루윙즈와의 FA컵 4강 1차전 경기에서 전반 23분 중거리 슛으로 득점을 기록해 팀의 1-0승리를 이끌었다. 2019년 11월 16일 열린 양평 FC와의 챔피언결정전 2차전 경기에서 결승골을 넣으며 팀의 1-0승리를 이끌었다.
2020시즌을 앞두고 K4리그의 FC 남동에 입단했다.
2022시즌을 앞두고 천안시 축구단에 입단했다.

## 수상

### 팀

#### 수원 삼성 블루윙즈
- FA컵 우승: 2016

#### 화성 FC
- K3리그 어드밴스 우승: 2019

### 개인
- K3리그 어드밴스 MVP: 2019